# 石井久至
石井 久至（いしい ひさし）は、日本の元アマチュア野球選手、監督である。ポジションは内野手。

## 来歴・人物
日本大学第一高等学校では、エースとして1963年に春夏連続で甲子園へ出場。春の選抜は、2回戦で東田正義、元田昌義を擁する御所工に敗退。夏の選手権では、1回戦で徳島商のエース三好幸雄に抑えられ大敗を喫する。高校の1年下に小林正之がいた。
日本大学に進学し、内野手に転向。東都大学野球リーグでは、同期のエースである森内一忠の好投もあって1966年春季リーグで優勝。最高殊勲選手、ベストナイン（遊撃手）に選出される。同年の全日本大学野球選手権大会でも、決勝で山下律夫、有藤通世らのいた近大を降し優勝。他の大学同期に二塁手の田草川伸生（日本生命）、外野手の正垣泰祐がいた。1967年のドラフト会議で近鉄から4位指名されたが入団を拒否。
卒業後は社会人野球の松下電器に入社。1970年の都市対抗では一番打者として活躍、準々決勝に進むが大昭和製紙の安田猛らに抑えられ敗退。1971年限りで現役を引退した。
現役引退後は、1977年秋季から1985年春季まで日本大学硬式野球部の監督を務めた。その後は、生物資源科学部野球部（東京新大学野球連盟所属）の部長も歴任。